# Карни (Небраска)
Карни (англ. Kearney) — город в округе Баффало штата Небраска на берегу реки Платт. Население 20 341 человек (2000). Площадь города 28 кв. км без учёта 0,52 кв. км внутренних вод.
На северо-востоке от города находится аэропорт Карни
(Kearney Regional Airport). Через город проходит межштатная автомагистраль .
В городе издаётся ежедневная газета «Kearney Hub». В пяти милях к востоку от города у шоссе расположен памятник и музей покорения Запада.

## Экология и климат
29 мая 2008 года город подвергся разрушительному воздействию торнадо. Наибольший ущерб был нанесён северной части города.
Климат (по Кёппену) в Карни переходный от полупустынного (BSk) к влажному континентальному (Dfa). Город расположен в умеренном поясе с большими сезонными колебаниями температуры и довольно неустойчивым увлажнением (годовое количество осадков до 500 мм).
Максимальное количество дождливых дней — с марта по май (по 9), максимум солнечной инсоляции (по 10 часов в день) — в июне и июле. Средние максимум и минимум температуры воздуха: 32°С в июле и −6°С в январе.
В городе насчитываются 17 парковых зон, в том числе участок для игры в гольф, исторический парк Форт Карни, приозёрная рекреационная зона.

## Население
В соответствии с переписью 2000 года в городе было 10 549 домохозяйств и 6 160 семей. Плотность населения 964,6 чел./кв. км.
Расовый состав города: 95,18 % белых, 0,63 % афроамериканцев, 0,38 % коренных американцев, 0,92 % азиатов, 0,04 % жителей тихоокеанских островов, 1,68 % других рас и 1,17 % смешанных рас. Испаноязычных было 4,08 % населения.
22,2 % населения имеют возраст до 18 лет, 23,9 % в возрасте от 18 до 24 лет, 26,2 % в возрасте от 25 до 44 лет, 17,1 % — от 45 до 64 и 10,6 % тех, кто старше 65 лет. Средний возраст жителей 27 лет.
На каждые 100 женщин приходится 92,6 мужчин. На каждые 100 женщин с возрастом 18 лет и старше насчитывалось 89,7 мужчин.
Около 7,4 % семей и 13,4 % населения имели уровень жизни ниже черты бедности, в том числе 11,8 % из них моложе 18 лет и 8,9 % в возрасте 65 лет и старше.

## Экономика
Крупнейшими работодателями в городе являются госпиталь самаритян и университет. Другие крупные работодатели: крупный ретейлер Buckle, корпорация Eaton Corporation, компания по производству фильтров Baldwin Filters, компания по восстановлению двигателей Marshall Engines Inc. и Западная фармацевтическая компания.

## Образование
В городе расположен основанный в 1905 году Университет Небраски в Карни, один из четырёх университетов, составляющих Университет штата Небраска (6 379 студентов, 374 преподавателя). Среди студентов университета прибывшие из всех 93 городов штата, 36 других штатов и 47 иностранных государств. Университетский кампус занимает территорию с площадью 0,95 кв. км и включает 37 зданий. Нынешний статус вуз получил в 1991 году.
В университете практикуются спортивные программы по бейсболу, софтболу, американскому и европейскому (женскому) футболу, волейболу, борьбе, женскому плаванию, баскетболу, теннису, гольфу, бегу по пересечённой местности, лёгкой атлетике. Среди окончивших университет американская актриса Лесли Истербрук.
В городе работают 3 государственных дошкольных учреждения, 12 начальных школ, 2 основные школы и средняя школа. Имеются также три религиозные школы (из них одна католическая и одна лютеранская), школа при молодёжном реабилитационном центре.

## Галерея
- Художественный музей Небраски, бывшая почта 1909 года постройки
- Новоготическая Церковь св. Луки (1908)
- Томас хаус — одно из зданий университета
- Северный вход Центральной начальной школы, построенной в 1925 году